# Алехандро Касаньяс
Алехандро Касаньяс  (ісп. Alejandro Casañas, 29 січня 1954) — кубинський легкоатлет, олімпійський медаліст.

## Виступи на Олімпіадах
| Олімпіада     | Дисципліна                    | Місце      |
| ------------- | ----------------------------- | ---------- |
| Мюнхен 1972   | біг на 110 метрів з бар'єрами | AC h4 r1/3 |
| Монреаль 1976 | біг на 110 метрів з бар'єрами | 2          |
| Монреаль 1976 | естафета 4 x 100 метрів       | 5          |
| Москва 1980   | біг на 110 метрів з бар'єрами | 2          |
| Москва 1980   | естафета 4 x 100 метрів       | AC h1 r1/2 |